# Богуславський Микола Олексійович

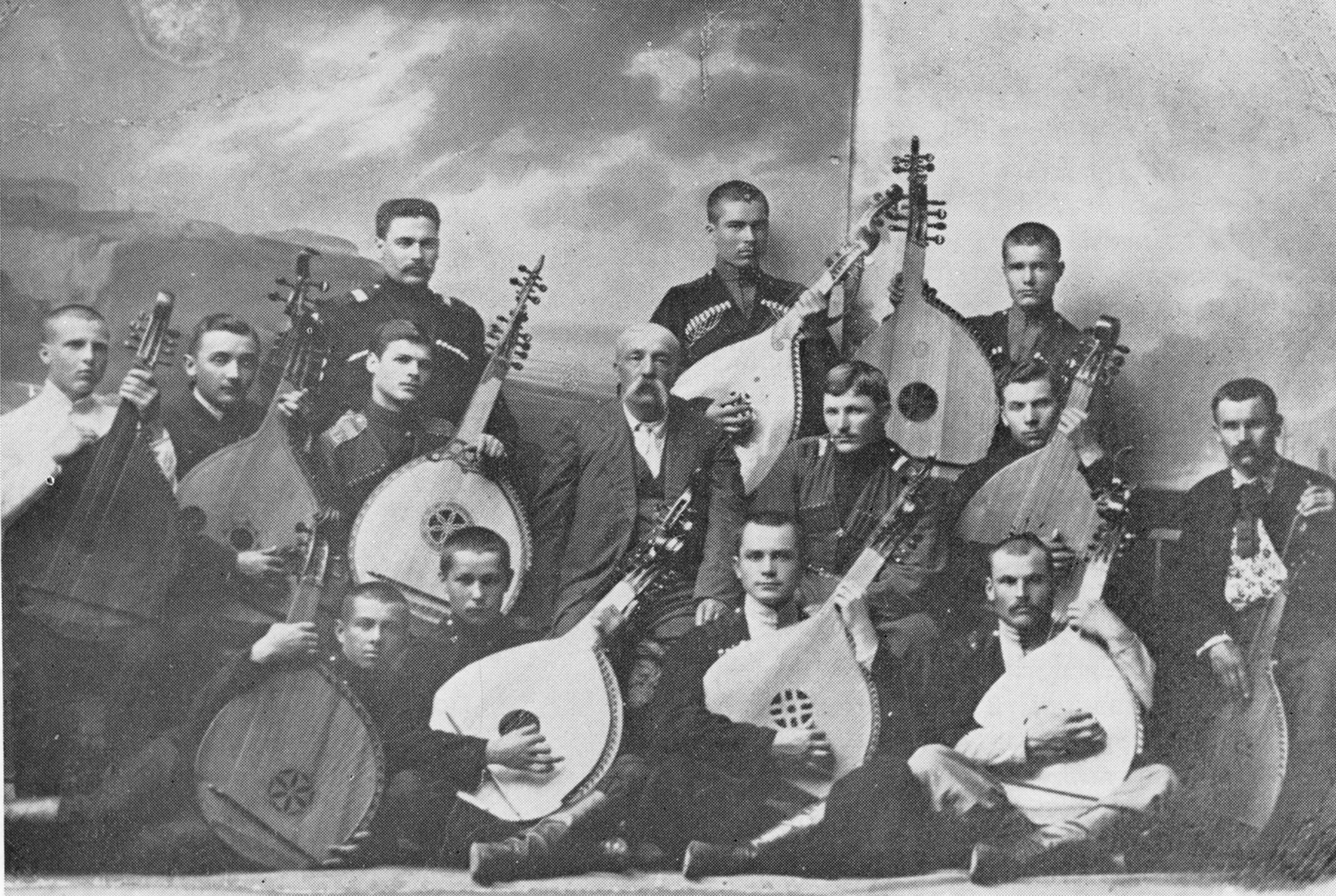
Друга кобзарська школа в Кубані. Запорізькі нащадки — козаки-бандуристи Кубансько-Чорноморського козацького війська. У центрі — Микола Богуславський. Внизу другий зліва — Михайло Теліга. Катеринодар, 1916 р.

Мико́ла Олексі́йович Богусла́вський (1855 — 11 квітня 1936, Дніпропетровськ)  —  активний просвітянин, член ради першої Катеринославської «Просвіти», обраної на зборах 4 червня 1906, ініціатор видання просвітянського часопису «Дніпрові хвилі», видавець цього часопису в 1913, «бандурний батько», за визначенням багатьох сучасників. Організатор і натхненник кобзарського відродження на Кубані, громадський діяч, видавець, меценат; організатор Першої (1913) та Другої (1916) кобзарських шкіл на Кубані. 

## Життєпис
1875 - грає в театральній трупі Надлера в Желєзноводську на Кавказі.
Одружується на Слобожанщині, в шлюбі народилися діти Катерина і Леонід. 1887 року перша дружина помирає. Другий шлюб - з вчителькою Вірою Свешніковою.
У 1884-89 - працює страховим агентом Вовчанського повітового земства на Харківщині (за книжкою Миколи Чабана "Бандурний батько Микола Богуславський").
Від 1890 жив у Катеринославі, де працював чиновником у канцелярії начальника Катерининської залізниці.
Активний учасник українських аматорських вистав. Член першої ради катеринославської «Просвіти» (1906). Ініціатор створення українського ілюстрованого тижневика «Дніпрові хвилі» (1910—1913), фактичним редактором якого був відомий український історик Дмитро Дорошенко.
«Ідеальним розповсюджувачем української книжки» називав Богуславського професор Василь Біднов. А інший сучасник Дмитро Лисиченко писав:

«В цей же час і пізніше поширює українські книжки на Катеринославщині М. Богуславський, що збирає членські внески і поширює видання „Добродійного товариства“.

Як на ті часи, він провадив поширення книжки досить успішно.
У звіті „Добродійного товариства“ за 1904 позначено, що він продав видань товариства на 66 крб. 06 коп., а за 1906 — на 29 крб. 40 коп.».
У спогадах Олександра Лотоцького Богуславський називається найактивнішим розповсюджувачем українських книжок на Катеринославщині нарівні з Федором Єфремовим.
Пишучи про спроби видання в Катеринославі листовних карток в одну фарбу, Д. Лисиченко згадує про такі спроби, здійснені Богуславським. Він видав кілька карток з малюнками катеринославського художника Василя Корнієнка (1867–1904), зокрема, «Характерник» та іншими. Дмитро Дорошенко, який приїхав до Катеринослава у 1909, згадував:

Часопис «Дніпрові хвилі». Ідея і назва належать Миколі Богуславському.

"Серед катеринославців виникла думка видавати часопис, присвячений спеціально місцевому життю. Ініціатором тої думки був старий Микола Богуславський, що був, між іншим, незрівнянним агітатором серед молоді, вміючи притягати її до національної праці, поширення української книжки, закладання гуртків аматорів гри на бандурі. Пізніше він переїхав на Кубань і там продовжував свою скромну, але корисну для національної справи працю. Він умовив мене взятись за редагування часопису, пришукав відповідального перед адміністрацією видавця в особі місцевого дідича і домовласника Кузьми Котова, придумав і назву для часопису: «Дніпрові хвилі», — наголосив Д. Дорошенко.

Про популярність Богуславського може свідчити те, що сучасники присвячували йому свої поезії, а дехто виводив його образ у художніх творах. 1912 у Катеринославі з'явилася повість місцевого 23-річного просвітянина Тихона Митруса «Напровесні (історія одного просвітнього товариства на селі)». У цьому творі Богуславський виведений під прозорим іменем діда Богуша. Молоді просвітяни Михайло і Макар обговорюють у повісті ідею заснування українцями в місті власного часопису і вони впевнені, що все буде гаразд: «Це ж узявся дід Богуш, це його ініціатива, а його порадою багато наших українців користується…» У діда Богуша відбувається нарада редакційного комітету, який вирішує видавати часопис:

«Дід Богуш, чоловік літ під сімдесят, з великою лисиною, гладко виголений, з сивими, дуже довгими, як у запорожців, усами запрохав випить по склянці чаю. За чаєм почалась обмірковуваться справа з часописом. (Макар пропонує назвати часопис „Великий Луг“ — М. Ч.). — Тілько глядіть мені, хлопці, щоб обов'язково на обгортці намальовано було каюка, на стерні щоб стояв Марко Маркович (член редколегії, можливо, натяк на М. Нечипоренка — М. Ч.) зі здоровенним запорозьким оселедцем, в широчезних штанях та вишиваній сорочці, на весла посадіть всих співробітників „Великого Лугу“, а я вже старістю серед каюка буду кашу варить. — Проговорив з властивим йому гумором дід Богуш».

А кубанський поет Яків Жарко (1861–1933) надрукував у катеринославському часописі «Дніпрові хвилі» (1912, № 11—12) вірш «Хвилі». В ньому він обстоював злиття Дніпрових і Кубанських хвиль, а фактично двох гілок українського народу, нащадків козаків.
Якщо взяти до уваги, що Богуславський був ініціатором видання часопису «Дніпрові хвилі», і в його долі Дніпро і Кубань злилися воєдино (він жив то в Катеринославі, то в Катеринодарі), то невипадково саме йому присвячено вірш, хоч і зі злегка зашифрованою посвятою: «Присвячую М. О. Б-сл-у».

### Переїзд на Кубань
З переїздом на Кубань (1912), де будувалася Чорноморсько-Кубанська залізниця,  Микола Богуславський стає палким популяризатором бандури, завдяки чому вона задзвеніла в цьому краї. Козаки називали його «бандурним батьком», він настільки успішно відроджував кобзарство, що ще за царату бандуристи були майже в кожній станиці. Серед людей, які були зобов'язані «бандурному батькові» своїм творчим зростанням і пробудженням національної самосвідомості, — відомі згодом кобзарі Василь Ємець (1890–1982), Михайло Теліга (1900–1942) та інші. Обидва згадані кобзарі лишили теплі спогади про Богуславського.
Коли Михайло Теліга був студентом Української господарської академії в Подєбрадах (Чехія), він у 1920-х писав студентську роботу «Як я став свідомим українцем».
У ній він розповідає про те, що з «дідом» Богуславським його познайомив у Катеринодарі один із знайомих учнів — Мартовий. Богуславський не лише навчав юнака гри на бандурі, а й давав читати українські книжки, вів розмови про українську історію.

«Почав він говорити про те, — згадував М. Теліга, — що от, мовляв, ми, козаки, нащадки того лицарства, яке віками боронило український народ, звелись нінащо, навіть говорити не вміємо по-свойому, а що вже забули „хто ми, чиїх батьків“, так про це й говорити не доводиться. Я почував, що він ганьбить наше козацтво за щось, тільки не розумів, чому він так ні з того ні з сього почав таку розмову. Потім узяв якусь велику книгу й почав читати з першої сторінки.
То була історія України Аркаса і він вичитав прекрасний вступ до неї. Те читання зробило на мене вражіння. Слова Аркасові глибоко запали мені в душу і вже в тій хвилині я відчув, що сила тих слів якось перевертає увесь мій психічний уклад. Я став розуміти тоді, чому він гнівається на козацтво. Мені стало соромно за самого себе, що я до цього часу не ставив собі питання: хто я і що я? Як це й досі не знав, що „українська нація не вчорашня, а має за собою тисячолітню історію“, як почув зі вступу Аркаса. Думки пішли роєм у голові…»

Богуславський на цьому не зупинився. Зацікавивши свого учня історією України, він дав Михайлові почитати історичну повість Андріана Кащенка «У запалі боротьби», яка захопила його. Так, разом з навчанням гри на бандурі, почалося для М. Теліги читання українських книжок, бесіди з учителем, який, за словами Михайла, «біля себе згуртував молодь, зворушував своїм словом любов до рідної мови, історії та взагалі до всього, що тільки могло спричинитися до національного виховання…»
Це було у 1915 в Катеринодарі, коли Михайло Теліга навчався у військово-фельдшерській школі. Попереду у нього була участь у національно-визвольних змаганнях, зустріч з Оленою Телігою, на «українізацію» якої він мав значний вплив, ставши згодом її чоловіком і розділивши з нею трагічну долю в Бабиному Яру під Києвом у 1942. А починалося все від тих зерен, які заронив у його душу мудрий «дід» Богуславський.
Теплі спомини про Богуславського залишив інший його учень Василь Ємець:

«Вважаю своїм обов'язком згадати про Миколу Богуславського, якого на Кубанщині кликали бандурним батьком. Слушна назва! Бо коли з-посеред кубансько-чорноморського козацтва … бандура розповсюдилась до тієї міри, що вже невдовзі постали цілі гуртки новітніх козаків-бандурників, — то це треба завдячувати саме Миколі Богуславському. Без пересади, той запорізький нащадок був достоту вельми ідейною й офірною людиною, бо любив кобзарську справу не лише до глибня серця, але й до глибня кишені. Мабуть не кожний батько дбає так за своїх дітей, як бандурний батько. Богуславський дбав за своїх духовних дітей — козачу молодь, з-посеред якої розповсюднював бандуру».

В. Ємець пригадував, що Богуславський мав і власних дітей, рідних тілом, але чужих духом:

«Пригадую, як улітку 1916 року, пробуваючи як гість у його літниськовій хаті (дачі — М. Ч.), на березі Чорного моря у Геленджику, — одної днини познайомився з його гостем. Був це пристінно вбраний осібняк (зберігаємо деякі особливості оригіналу — Ред.) якихось 35 років, що вперто вживає доброї московської мови. Був певно місцевого походження, але видко розумів українську мову, бо і господар хати, і я гуторили по-українському. Коли ж пак обід скінчився й ми з Богуславським залишилися удвох, я запитав його, кого це він частував у своїй хаті. Замість відповіді бандурний батько, трохи схиливши голову, втопив очі в якусь крапку і мовчав. Замовк і я, позираючи на його гарне козаче обличчя, з довгими сивими запорізькими вусами, що раптом споважніло, захмарилось. Нарешті, по довгій, напруженій мовчанці чую:
— Та це… мій однопрізвець… (вжив він московського слова „однофамилец“).
Цих пару слів Богуславський промовив із напругою, так, ніби видушив їх із себе, та й замовк… Та по якійсь хвилині гнобливої мовчанки Микола Богуславський, немов продовжуючи нескінчене речення, певним голосом, ніби бажав випростатись від невидкого тягару, проказав:
— Це мій рідний син».

Василь Ємець розповідає, що Богуславський фактично не жив зі своєю дружиною-росіянкою і дітьми — сином і донькою — під одним дахом. Вини лише зрідка були його гістьми.

«Десь пізніше навідалась й жінка Богуславського та його донька, з якими я мав нагоду запізнатись, — пише В. Ємець. — Його пані була типова, балакуча та рухлива московка. Зрідка й кидала українським словом, вимовляючи на московський лад. По-московському розмовляла й донька — доросла дівчина. Вона, либонь, пішла в батька, бо відчувалась ніжність козачки. Поза тим усенька трійця була якоюсь чужою не лише мені, але й тому розповсюдникові на Кубані свідка гетьмансько-козацької слави — нашої кобзи-бандури. Відчувалося, що родинне життя Миколи Богуславського було одним із тих поранень, які не гояться до самої смерти. Тож після оцього випадку я вже більш не розпитував ні за жінку, ні за доньку, ні за сина». (Аналогічна ситуація, за спогадами В. Чапленка, була в родині іншого місцевого просвітянина Петра Єфремова).

«Микола Богуславський, більш відомий на Кубані як бандурний батько, пише Василь Ємець, своїм далебі батьківським впливом на козачу молодь дуже причинився до зросту кількости козаків-бандурників. Не раз за власні гроші він замовляв бандури в київського майстра Антонія Паплинського і спроваджував їх для бідніших козацьких молодиків, мовляв, — бери, козаче, й учись! Яким він почувався щасливим, коли пощастило зацікавити бандурою декого з музиків Козачої симфонічної оркестри! Із захопленням юнака він довірювався мені зі своїми радощами. Не були вони безпідставними…»

Богуславський організував при Катеринодарській «Просвіті» дві Кубанські кобзарські школи (1913, 1916), в яких навчалося близько сорока учнів. Першу школу вів бандурист-віртуоз Василь Ємець (1890–1982), другу — Олексій Обабко (1883–1971).

### Повернення до Катеринослава
Після 1917 Богуславський знов перебрався з Кубані до Катеринослава (Дніпра). Це підтверджує запис у щоденнику академіка Сергія Ефремова, який у червні 1928 побував у Дніпрі:

«Розшукав Богуславського Миколу, давнього знайомого, хорошу напрочуд людину. Теж зустрів мало не плачем. Бідує. Має пенсії за 40 років служби 18 крб. Іще один уламок минулого…»

Богуславський жив до смерті в Дніпропетровську за тодішньою адресою: вул. Комсомольська, 65 а, кв. 93 (будинок належав Сталінській, нині Придніпровській залізниці, зберігся).
Мануйлівський просвітянин Трифон Татарин, заарештований у квітні 1938, на допиті 17 червня 1938 мусив свідчити, що «націоналістичну діяльність розпочав 1908 р., коли вступив у члени товариства „Просвіта“, очолюваного в той час у колишній Катеринославській губернії українськими націоналістами; Богуславським, Бідновим, Липківським, Дорошенком, Яворницьким і Трубою, під впливом котрих знаходився і я… Того ж 1926 я часто навідувався до свого приятеля Богуславського, кол. українського націоналістичного діяча, котрий підтримував зв'язок з закордоном, зокрема, з Бідновим, який знаходився тоді в Празі. Біднов запропонував Богуславському написати його біографію, в якій мали віддзеркалитися настрої українського народу на Катеринославщині та його надії на майбутнє. Богуславський доручив мені виконати пропозицію Біднова, що й було мною зроблено. Однак я не знаю, чи дістав Біднов цей рукопис, бо Богуславський мене про це не інформував». Таким чином, В. Біднов, який вважав Богуславського ідеальним розповсюджувачем української книжки, не лише листувався з Богуславським, але й замовив йому його біографію. Якщо вона навіть дійшла до В. Біднова, то навряд чи збереглася: В. Біднов розпорядився після смерті свій архів знищити.
В «Океанічному збірнику» (ч. 7, 1946), виданому на ротаторі на еміграції, пише В. Ємець, друкувалася «Дума Соловецька» кобзаря Андрія Перебенді. У передмові до думи зазначалося:

«Заходами славної пам'яти „діда-пасішника“ М. О. Богуславського у м. Дніпропеїровську по підписному листку були зібрані кошти, на які придбана кобза, мальована і надіслана мені в Соловецький табір».

Цей промовистий факт свідчить про те, що бандурний батько опікувався навіть ув'язненими кобзарями.

«Видно, що й перебуваючи в Дніпропетровську, — пише В. Ємець, — сл. пам. бандурний батько Микола Богуславський робив те саме, що й на Кубані, де за власні гроші купував шкільній козацькій молоді кобзи».

«Від кількох осіб чув я, що в 1930–1933 роках він був у в'язниці міста Катеринодару з українським письменником Василем Чапленком і там закінчив своє життя. (Цей факт не підтверджується спогадами самого В. Чапленка — М. Ч,). Про це згадували у листах мій учень козак Антін Чорний та Василь Фарміга… Згадує про в'язницю й др Плохий, хоч нічого не надмінює за місце його смерти».

На думку ялтинського кобзаря і дослідника кобзарства Олексія Нирка, Богуславський загинув у катеринодарській в'язниці.
Проте цей факт спростовується знахідками останнього часу. Як встановив біограф Миколи Богуславського Микола Чабан, М. Богуславський помер у Дніпропетровську 11 квітня 1936 року від запалення легень. Запис акту про смерть отримав його зять Семен Ріпка. Запис акту про смерть нині виявлено і в Державному архіві Дніпропетровської області.
Поховано Миколу Богуславського у Дніпрі на цвинтарі в районі Розвилки. Там 1940 року був похований і академік Д. І. Яворницький. Нині цвинтар не існує, могила "бандурного батька" не збереглася. На місці цвинтаря розбито сквер імені академіка Л. Писаржевського, пам"ятник на могилі якого єдиний зберігся. 
Микола Богуславський у другому шлюбі мав дочку педагога Надію Богуславську (1896-1976). В останньої народилося двоє доньок.  Перша донька Богуславського Катерина померла, повернувшись з Петербурга до сестри Надії у Дніпропетровськ, за тією ж адресою, що й батько, 1954 року.
У Дніпрі нині проживає правнук Миколи Богуславського кандидат технічних наук Сергій Ільїн. Нащадки живуть також у Севастополі.

## Вшанування пам'яті
У місті Київ існує вулиця Миколи Богуславського.
У місті Дніпро вулицю Уляни Громової перейменували на вулицю Миколи Богуславського.